# Matalasaari (ö i Lappland, Norra Lappland, lat 68,79, long 28,18)
Matalasaari, nordsamiska: Segissuálui, är en ö i Finland. Den ligger i sjön Sarmijärvi och i kommunen Enare i den ekonomiska regionen Norra Lappland och landskapet Lappland, i den norra delen av landet, 1 000 km norr om huvudstaden Helsingfors. Öns area är 0,4 hektar och dess största längd är 150 meter i nord-sydlig riktning.